# Lamia (gmina)
Lamia (gr. Δήμος Λαμιέων, Dimos Lamieon) – gmina w Grecji, w administracji zdecentralizowanej Tesalia-Grecja Środkowa, w regionie Grecja Środkowa, w jednostce regionalnej Ftiotyda. W 2011 roku liczyła 75 315 mieszkańców. Powstała 1 stycznia 2011 roku w wyniku połączenia dotychczasowych gmin: Gorgopotamos, Lianokladi i Ipati oraz wspólnoty Pawliani. Siedzibą gminy jest Lamia.